# Acartia fancetti
Acartia fancetti is een eenoogkreeftjessoort uit de familie van de Acartiidae. De wetenschappelijke naam van de soort is voor het eerst geldig gepubliceerd in 1992 door McKinnon, Kimmerer & Benzie.